# Christiaan van der Kamp
Christiaan van der Kamp (* 29. März 1967 in Haarlem) ist ein niederländischer Jurist und Politiker (CDA). Zwischen 2011 und 2021 war er Bürgermeister von Bodegraven-Reeuwijk. Seit dem 1. September 2021 ist er Sekretariatsdirektor des Omgevingsdienst Haaglanden.

## Karriere
Van der Kamp studierte Rechtswissenschaft an der Universität Leiden und arbeitete anschließend einige Zeit als Rechtsanwalt. Im Jahr 2002 wurde er Mitglied des Stadtrates von Schipluiden. Am 1. Januar 2004 wurde diese Stadt Teil der Gemeinde Midden-Delfland, wo er Beigeordneter wurde. Am 1. Juli 2011 wurde Van der Kamp Bürgermeister von Bodegraven-Reeuwijk, einer Gemeinde, die durch den Zusammenschluss der Gemeinden Bodegraven und Reeuwijk am 1. Januar 2011 entstand. Bis zu seiner Ernennung war Jan Pieter Lokker amtierender Bürgermeister von Bodegraven und nach der Fusion amtierender Bürgermeister von Bodegraven-Reeuwijk.
Neben seinem Bürgermeisteramt war Christiaan van der Kamp Mitglied des Lenkungsausschusses der Nationalen Landschaft Grünes Herz, Mitglied des Sozialbeirats des Staatsbosbeheer (SBB) Zuid-Holland und stellvertretender Vorsitzender des Verbands der südholländischen Gemeinden.
Am 1. September 2021 legte er sein Amt als Bürgermeister von Bodegraven-Reeuwijk nieder und wurde Direktor und Sekretär des allgemeinen und täglichen Vorstands des Omgevingsdienst Haaglanden. Als Nachfolger im Bürgermeisteramt fungierte Erik van Heijningen.
Van der Kamp ist verheiratet und hat zwei Kinder.